# Yesa
Yesa (baszkul: Esa) település Spanyolországban, Navarra autonóm közösségben. Yesa Romanzado, Lumbier, Liédena, Javier, Sangüesa, Sigüés és Undués de Lerda községekkel határos. Lakosainak száma 290 fő (2024).

## Népesség
A település népessége az elmúlt években az alábbi módon változott:
| Lakosok száma | 237  | 260  | 249  | 254  | 245  | 223  | 298  | 292  | 288  | 290  |
|               | 2001 | 2004 | 2006 | 2009 | 2011 | 2014 | 2016 | 2019 | 2021 | 2024 |